# کش‌آباد سفلی
کش‌آباد، روستایی است از دهستان رودبار بخش معلم کلایه در استان قزوین ایران. آب آن از چشمه است و عمده محصول آن گردو می‌باشد. در قدیم شغل مردم زراعت و دامداری بوده است. این روستا از دو بخش کش آباد سفلی و کش آباد علیا تشکیل شده است. ساکنین روستای کش‌آباد سفلی مانند مردم کش‌آباد علیا به مراغی که از گویش‌های زبان تاتی است، صحبت می‌کنند.

## جمعیت
این روستا در دهستان اقبال غربی قرار دارد و براساس سرشماری مرکز آمار ایران در سال ۱۳۸۵، جمعیت آن ۵۰ نفر (۲۱خانوار) بوده است و در سرشماری جدید جمعیت آن به ۳۴ نفر (۱۷خانوار) کاهش پیدا کرده است.